# Khenguet Sidi Nadji
Khenguet Sidi Nadji è un comune dell'Algeria, situato nella provincia di Biskra.